# Даниленко-Карін Сергій Тарасович
Даниленко-Карін Сергій Тарасович (1898—1985) — співробітник ОГПУ (пізніше НКВД — НКГБ), український радянський письменник, автор декількох книжок, в яких показував в негативному світлі український визвольний рух і УГКЦ.

## Ранні роки
Народився в 1898 році в селі Високі Байраки Єлисаветградського повіту Херсонської губернії в багатодітній сім'ї селянина. Батько Тарас Олександрович і мати померли в 1933 під час голодомору.
У 1911—1919 навчався в комерційному реальному училищі в Єлисаветграді.
У 1919 вступив добровольцем до Червоної Армії. У складі бронепоїзда «Смерть білим!», що курсував між Вознесенськом і Єлисаветградом, брав участь у боях з Денікіним, Махно, Григор'євим. Захворівши на тиф, Даниленко потрапив до Знам'янської лікарні, звідки його до одужання забрали батьки. У Байраках колишній студент організував художню самодіяльність. Репертуар сільського театру міг бути тільки український. Може, це й послужило підставою для арешту — за доносом місцевого сексота.
Зі статусу обвинувачуваного в січні 1920 року Даниленко перейшов у статус співробітника ЧК. Тоді й отримав свою «каральну» кличку — Карін.

## В органах до 1941 року
Під виглядом студента Київського університету брав участь у розкритті підпільної організації колишніх січових стрільців, створеної в Київській військовій «Школі червоних старшин». Потім послідувала ліквідація «Всеукраїнського повстанського комітету» (ЦУПКОМ), Уманського повстанкому (серпень 1921). Потім за дорученням Миколаївської губчека під ім'ям «студента Степана Черненко» проник у націоналістичне підпілля на Єлисаветградчині, увійшов у довіру до петлюрівського емісара Володимира Новицького і був призначений «начальником зв'язку оперативного району». У вересні 1921 направлений Новицьким з доповіддю за польський кордон і через Корець-Рівне прибув до Львова, де в передмісті Підзамче розташовувався головний повстанський штаб петлюрівців. Доповідь «Черненко» приймав особисто начальник штабу генерал-хорунжий Юрко Тютюнник. Здобувши в петлюрівському штабі відомості про похід на Радянську Україну, допоміг Червоній Армії восени 1921 протидіяти загонам отаманів Гулого-Гуленко, Василя Нельговського, Палія-Сидорянського, Янченко та самого Тютюнника.
Потім був переведений в центральний апарат ЧК-ГПУ, з серпня 1922 по 1927 працював на посаді уповноваженого Секретного відділу Секретно-оперативної частини Головного політичного управління УРСР. Член КП(б)У з 1925 року. Працював у 3 групі СО СОЧ ГПУ, яка спеціалізувалася на «церковному питанні», контролюючи діяльність Української автокефальної православної церкви. Входив до складу Всеукраїнської антирелігійної комісії. У 1927 році за успіхи в діяльності Колегія ОДПУ СРСР нагородила його іменним маузером, в 1932 — знаком Почесного чекіста.
З 1931 працював у зовнішній розвідці, був направлений в тривале закордонне відрядження. У 1934 брав безпосередню участь в операції «Капкан» по захопленню нелегально закинутих у СРСР емісарів Російського Загальновійськового Союзу. У 1936 році в Берліні намагався навести контакти з одним з керівників ОУН Петром Кожевниковим. Після повернення призначений заступник начальника відділу ГУДБ НКВС СРСР, в 1937 переведений в начальники управління пожежної охорони НКВС УРСР.
У період політичних репресій 27 серпня 1937 р. був заарештований за розпорядженням М. І. Єжова. Незважаючи на багатомісячні допити в Лефортово і Бутирках, відмовився визнати себе винним в «контрреволюційній діяльності». На судовому засіданні Військового трибуналу 25 лютого 1939 було прийнято рішення повернути справу на дослідування, в ході якого було встановлено невинність Даниленко, справу припинено, а сам він звільнений 22 жовтня 1939. Зважаючи на підірване здоров'я, незабаром вийшов на пенсію.

## В органах після 1941 року
В липні 1941 року був включений в групу з організації партизанського руху на окупованих територіях. Один з організаторів і керівників розвідшколи № 7 (Ворошиловград-Саратов). Учасник Сталінградської битви. З 1943 замначальника 4 Управління новоствореного НКДБ України.
Після загарбання західних регіонів України більшовиками в жовтні 1944 року був направлений на каральні операції з ліквідації підпілля ОУН-УПА, з березня 1945 очолював оперативну групу НКДБ. Особисто (разом з Хорошуном) брав участь у прямих переговорах з керівниками УПА Дмитром Маївським («Тарас») і Яковом Буселем («Галина») 27 лютого 1945 (операція «Перелом»). Також вів переговори з митрополитом Андрієм Шептицьким, Йосипом Сліпим, брав участь у роботі Ради у справах релігійних культів СРСР з підготовки Ініціативної групи Гавриїла Костельника, яка організувала проведення Львівського Собору УГКЦ 1946, що ліквідовував греко-католицьку церкву.
У 1947 полковник, «почесний чекіст» С. Т. Даниленко-Карін пішов у відставку за станом здоров'я. У травні 1953 за ініціативою новопризначеного міністра внутрішніх справ УРСР П. Мешика його залучили до складання листа ватажкові УПА В.Куку («Ковалю») з пропозицією про припинення кровопролиття. У 1956 Карін склав спогади про роботу в Галичині в 1944—1945. Проживаючи в Києві, зайнявся літературною роботою. Випустив дві ідеологічно ангажовані книги і ряд статей «з історії української церкви».
В результаті важкої хвороби до кінця життя втратив зір. Помер в 1985 році.